# Kitano Masaji
Kitano Masaji (japanisch 北野政次; * 14. Juli 1894 in der Präfektur Hyōgo; † 17. Mai 1986 in Tokio) war ein Arzt, Mikrobiologe und Generalleutnant in der Kaiserlich Japanischen Armee. Er war der zweite Kommandant der Einheit 731, einer verdeckten Forschungs- und Entwicklungseinheit für biologische und chemische Kriegsführung. Die Einheit 731 ist bekannt für ihre Kriegsverbrechen, die von den Japanern verübt wurden.

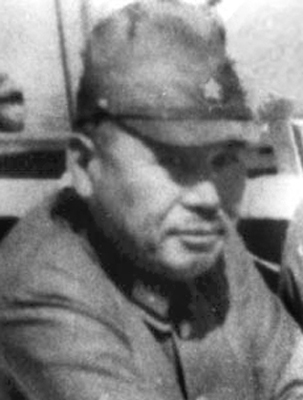
Kitano Masaji

## Leben
Masaji Kitano wurde am 14. Juli 1894 geboren. Er beendete 1919 sein Medizinstudium an der Medizinischen Fakultät der Kaiserlichen Universität Tokio. 1921 wurde er Militärarzt im Rang eines Leutnants. 1932 arbeitete er in einem Militärkrankenhaus in Tokio. 1936 ging er auf eine Medizinschule in der Mandschurei, was damals vom Kaiserreich Japan kontrolliert wurde. Dort unterrichtete er Mikrobiologie. 1942 wurde er Kommandant der Einheit 731. Im August 1945 wurde er in einem Kriegsgefangenenlager im chinesischen Shanghai festgehalten. Trotz der Kriegsverbrechen von Einheit 731, die Menschenversuche beinhalteten, wurde er im Januar 1946 ohne Anklage nach Japan zurückgeschickt, da ihm die alliierte Führung im Austausch für sein Wissen über biologische Kriegsführung, Immunität gewährte. Er arbeitete für das japanische Pharmaunternehmen Green Cross und wurde 1959 Vorsitzender des Unternehmens. Er starb am 17. Mai 1986 in Tokio.